# Урекешть (Бакеу)
Урекешть, Урекешті (рум. Urechești) — село у повіті Бакеу в Румунії. Входить до складу комуни Урекешть.
Село розташоване на відстані 203 км на північ від Бухареста, 50 км на південь від Бакеу, 120 км на південь від Ясс, 107 км на північний захід від Галаца, 125 км на північний схід від Брашова.

## Населення
За даними перепису населення 2002 року у селі проживали 1802 особи, з них 1801 особа (99,9%) румунів. Рідною мовою 1800 осіб (99,9%) назвали румунську.